# Крабб

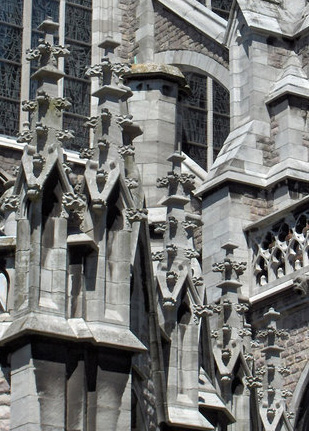
Крабби на шпилях собору в Остенде, Бельгія

Крабб, краб (нім. Krabbe) — декоративна деталь у вигляді стилізованих згорнутих листків або квітів, які ніби плавно виростають (виповзають) з основного стовбура. Був поширений в спорудах готичного стилю, ряди крабів поміщалися на фіалах, щипцях чи вімпергах, конструктивно зміцнюючи і прикрашаючи архітектурний елемент. Також використовувалися для оздоблення різьблених меблів, релікваріїв, кіотів, табернаклів.